# Тур WTA 125
WTA 125K series — второй уровень профессиональных женских теннисных турниров, проводимых Женской теннисной ассоциацией (WTA), со сверхмалым для WTA призовым фондом.

## Общая информация
Проект тура был представлен в 2012 году. На презентации было заявлено, что соревнования тура будут иметь призовой фонд в 125 000 долларов. Тур был встроен в градацию соревнований женского профессионального тура, заняв по призовым и рейтинговым очкам место между турнирами прежнего (теперь — основного) тура WTA и турнирами ITF, предназначаясь для большего представления профессиональных турниров в развивающихся странах с большой фанатской и спонсорской базой, а также для предоставления низкорейтинговым игрокам дополнительной возможности набрать очки и призовые на соревнованиях в период межсезонья основного тура WTA.
Первым соревнованием тура стал турнир в столице Тайваня, ранее входивший в календарь ITF.

## Турниры

### Действующие турниры
Ныне в этом туре представлены следующие турниры:
| Турнир                              | Город    | Страна           | Покрытие | Действующий чемпион (одиночный разряд) |
| Открытый чемпионат провинции Цзянси | Наньчан  | Китай            | Хард     | Елена Янкович                          |
| Открытый чемпионат Даляня           | Далянь   | Китай            | Хард     | Чжэн Сайсай                            |
| Чемпионат Хуахина                   | Хуахин   | Таиланд          | Хард     | Ярослава Шведова                       |
| Engie Open de Limoges               | Лимож    | Франция          | Хард(i)  | Каролин Гарсия                         |
| OEC Taipei WTA Challenger           | Тайбэй   | Китайский Тайбэй | Ковёр(i) | Тимея Бабош                            |
| Carlsbad Classic                    | Карлсбад | США              | Хард     | Янина Викмайер                         |

### Прошлые турниры
| Турнир | Спонсорское название                 | Города проведения | Страна   | Покрытия | Годы в серии | Количество лет в серии | Дальнейшая судьба    |
| Кали   | Copa Bionaire                        | Кали              | Колумбия | Грунт    | 2013         | 1                      | перестал проводиться |
| Нанкин | Открытый чемпионат Нанкина           | Нанкин            | Китай    | Хард     | 2013         | 1                      | перестал проводиться |
| Нинбо  | Международный женский турнир в Нинбо | Нинбо             | Китай    | Хард     | 2013-14      | 2                      | перестал проводиться |
| Пуна   | Royal Indian Open                    | Пуна              | Индия    | Хард     | 2012         | 1                      | перестал проводиться |
| Сучжоу | Открытый чемпионат Сучжоу            | Сучжоу            | Китай    | Хард     | 2013-14      | 2                      | понижен до серии ITF |

## Очки WTA
Очки турниров этого тура для одиночного и парного разрядов распределяются следующим образом:
| Стадия           | 32 участника основной сетки | 16 участников основной сетки |
| ---------------- | --------------------------- | ---------------------------- |
| Победитель       | 160                         | 160                          |
| Финалист         | 95                          | 95                           |
| Полуфиналист     | 57                          | 57                           |
| Четвертьфиналист | 29                          | 29                           |
| 1/8 финала       | 15                          | 1                            |
| 1/16 финала      | 1                           | -                            |

## Результаты

### 2015

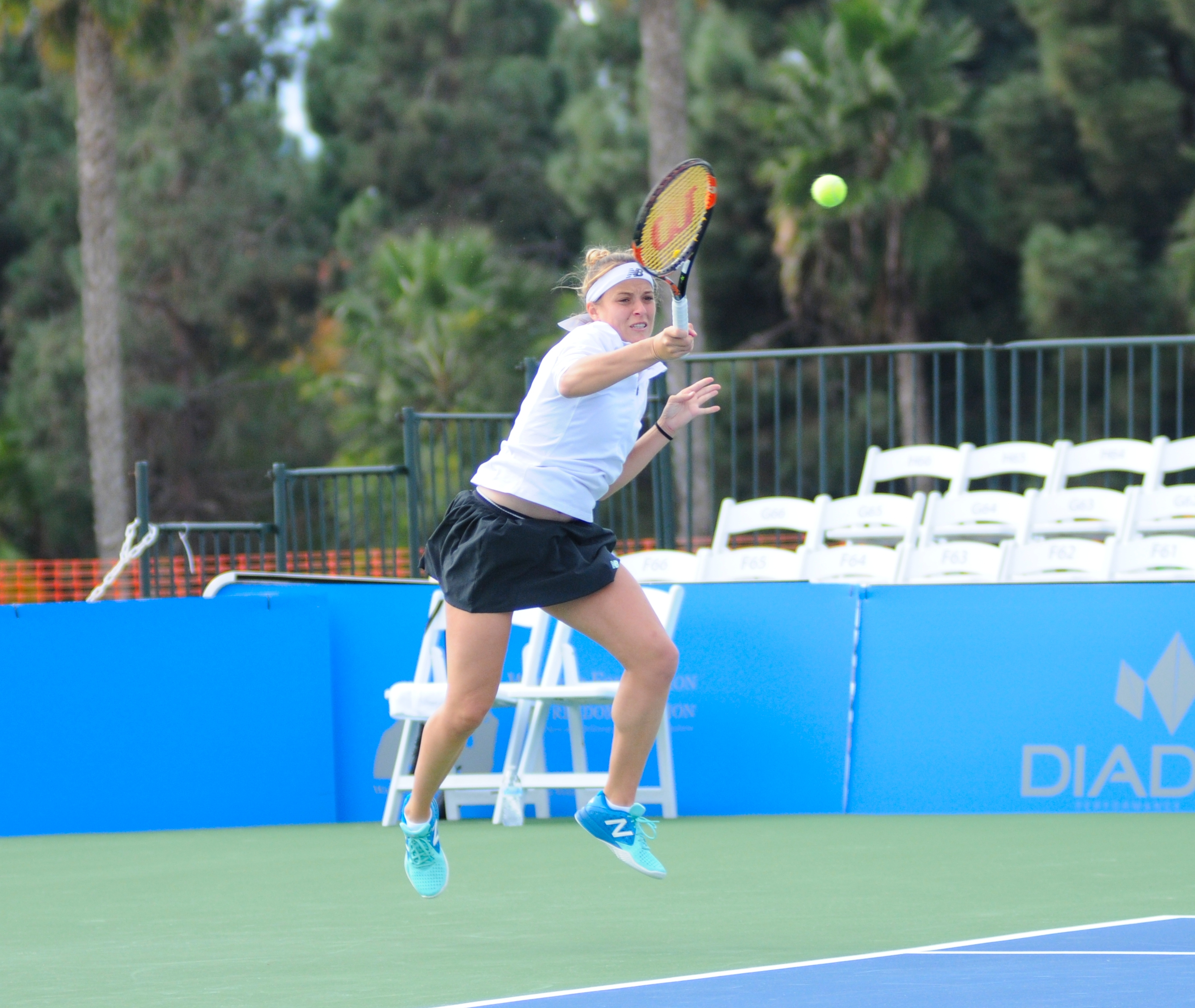
Николь Гиббс на турнире 2015 года

| Турнир   | Победительница | Финалистка | Счёт финала      |
| -------- | -------------- | ---------- | ---------------- |
| Наньчан  | Е.Янкович      | К.Чжан     | 6-3, 7-6(6)      |
| Далянь   | С.Чжэн         | Ю.Глушко   | 2-6, 6-1, 7-5    |
| Хуахин   | Я.Шведова      | Н.Осака    | 6-4, 6-7(8), 6-4 |
| Лимож    | К.Гарсия       | Л.Чирико   | 6-1, 6-3         |
| Тайбэй   | Т.Бабош        | М.Дои      | 7-5, 6-3         |
| Карлсбад | Я.Викмайер     | Н.Гиббс    | 6-3, 7-6(4)      |

### 2014
| Турнир  | Победительница | Финалистка   | Счёт финала   |
| ------- | -------------- | ------------ | ------------- |
| Наньчан | Ш.Пэн          | Ф.Лю         | 6-2, 3-6, 6-3 |
| Сучжоу  | А.-Л.Фридзам   | И.Дуань      | 6-1, 6-3      |
| Нинбо   | М.Линетт       | В.Цян        | 3-6, 7-5, 6-1 |
| Тайбэй  | В. Дьяченко    | Ю.Чжань      | 1-6, 6-2, 6-4 |
| Лимож   | Т.Смиткова     | К.Младенович | 7-6(4), 7-5   |

### 2013
| Турнир | Победительница | Финалистка | Счёт финала      |
| ------ | -------------- | ---------- | ---------------- |
| Кали   | Л.Арруабаррена | К.Кастаньо | 6-3, 6-2         |
| Сучжоу | Ш.Пеер         | С.Чжэн     | 6-2, 2-6, 6-3    |
| Нинбо  | Б.Йовановски   | Ш.Чжан     | 6-7(7), 6-4, 6-1 |
| Нанкин | Ш.Чжан         | А.Морита   | 6-4 — отказ      |
| Тайбэй | А.ван Эйтванк  | Я.Викмайер | 6-4 6-2          |

### 2012
| Турнир | Победительница | Финалистка   | Счёт финала |
| ------ | -------------- | ------------ | ----------- |
| Тайбэй | К.Младенович   | К.Чжан       | 6-4, 6-3    |
| Пуна   | Э.Свитолина    | К.Датэ-Крумм | 6-2, 6-3    |